# Зьойдерзе (проект)
Проектът „Зьойдерзе“ (на нидерландски: Zuiderzeewerken) е система от изкуствени диги и дейности по пресушаване и дренаж на земни площи, най-големият инженерен проект на Нидерландия през XX век. Проектът включва изграждане на дига, която да отдели залива Зьойдерзе от Северно море, и да превърне земите, заети вече от вътрешни води, в полдери. Основни цели на проекта са увеличаване площите за производство на храни и защита от наводнения.
По мнението на Американското общество на гражданските инженери (ASCE), проектът „Зьойдерзе“, заедно с проекта „Делта“ е едно от Седемте чудеса на света на съвременния свят. През 1930 г. холандският режисьор Йорис Ивенс заснема документалния филм „Зьойдер-Зе“, посветен на проекта.

## Появяване на идеята
Първите идеи как да се обезопасят „ниските земи“ от капризите на стихиите, се появяват още през XVII век, но тогава е нямало технически възможности за реализацията им. Едва през втората половина на XIX век се появяват първите изпълними идеи, в това число залегналият в основата на проекта „Зьойдерзе“ план на инженер Корнелис Лели (който впоследствие става министър). В съответствие с този план, създаден от Лели през 1891 г., между северния край на Северна Холандия и западния бряг на Фризия трябва да се построи огромна дига, позволяваща да се създадат четири полдера в краищата на езерото, получило впоследствие названието Ейселмер. Между полдерите по план трябвало да се оставят две големи ивици вода за дренаж и корабоплаване. Първоначално площта на водната повърхност, засегната от проекта, възлизала на 3,5 хил. km².
През 1913 г. Корнелис Лели става министър на транспорта и обществените работи, и правителството на Нидерландия официално започва да работи над плановете по преграждането на Зьойдерзе. Мощната буря от 1916 г., разрушила няколко диги по бреговете на залива, а също страхът от масов глад през годините на Първата световна война заради недостатъка на обработваеми земи, показали неотложната необходимост от работа в това направление. На 14 юли 1918 г. е приет Zuiderzee Act – законът, положил началото на мегапроекта.
В законопроекта са посочени три основни цели:
- Защита централна Нидерландия от стихиите на Северно море
- Увеличение доставките на храни чрез създаване на нови обработваеми площи
- Подобряване управлението на водните ресурси чрез създаване на пресноводно езеро на мястото на соления залив

След образуването на департамента по проекта „Зьойдерзе“ (Dienst der Zuiderzeewerken) през май 1919 г. работата е в пълен ход. Решено е да се започне не със строителството на основната дига, а предварително да се извърши тест – да се построи дигата Амстелдипдейк през малкия залив Амстелдип, който отделя остров Виринген от материковата част на Северна Холандия. Строежът на дигата отнема четири години, въпреки че дължината ѝ се получава само 2,5 km. Строителите получават безценен опит, който използват впоследствие. По време на строителството на дигата е изпробвана методиката за мелиорация на земите в малкия експериментален полдер Андейк.

### Други планове по проекта
- Клопенбюрг ен Фагедон (Kloppenburg en Faggedon), 1848
- Ван Дигелен (Van Diggelen), 1849
- Бейеринк (Beijerinck), 1866
- Стилтес (Stieltjes), 1873

## Превръщането на Зьойдерзе в Ейселмер
Ново изследване относно финансовата осъществимост на проекта показва, че работата следва по възможност да се ускори. През 1927 г. се пристъпва към изпълнение на основната част на проекта – създаване на дигата Афсльойтдейк (на нидерландски: Afsluitdijk, [ˈafslœy̆ˌdɛi̯k] – „преградна дига“), която свързва населените точки Ден Увер (Северна Холандия) и Зюрих (Фризия). Широчината на дигата е 90 m, начална височина – 7,25 m над морското ниво, наклон на стените – 25%. Дължината на пътя по дигата между двата населени пункта е 32 km, което е рекорд за най-дълга в света морска дига. Този рекорд е надминат едва след почти 78 години, когато в Южна Корея е построена дигата Saemangeum с дължина около 34 km.
Строителството напредва по-бързо, отколкото се е очаквало, въпреки възниквалите трудности: на три места по линията на разполагане на дигата се откриват по-дълбоки подводни падини, където приливните течения са най-силни. В резултат, две години по-рано от планирания срок, на 28 май 1932 г. последният участък е затворен, и заливът Зьойдерзе се превръща във все още соленото езеро Ейселмер. Самата преградна стена е открита на 25 септември 1933 г., след като е достигната необходимата височина и е прокаран автомобилен път.
В двата края на дигата са разположени системи от шлюзове за осигуряване на корабоплаването и за преминаване на водата.